# 崔才人
崔才人（?—?），出自清河崔氏定著六房之一的清河青州房，是唐太宗的才人（正五品妃嫔，次于婕妤、美人，高于宝林、御女），徐州都督府司马崔弘道的大女儿。现有册封诏书传世：“维贞观某年月日，皇帝使某官某副使某官某持节册命曰：於戏！惟尔兼徐州都督府司马崔宏道长女，门称着姓，训有义方，婉顺为质，柔明表行。宜升后庭，备兹内职，是用命尔为才人。往，钦哉！其光膺徽命，可不慎欤！”诏书录入《全唐文》。